# Джин Ґрей
Джин Елейн Ґрей (англ. Jean Elaine Grey) — вигадана персонажка, супергероїня з коміксів американського видавництва. Джин Ґрей найбільше відома як член Людей Ікс під псевдонімами Диво-дівчина (англ. Marvel Girl) і Фенікс (англ. Phoenix). Створена письменником Стеном Лі та художником-співавтором Джеком Кірбі, вона вперше з'явилася в X-Men #1 (вересень 1963).
Джин Ґрей — мутантка, народжена з телепатичними та телекінетичними силами. Її сили активізувалися, коли вона стала свідком смерті своєї найкращої подруги. Вона турботлива, але також повинна мати справу з тим, що є мутантом Омегарівня і фізичним проявом космічної Сили Фенікса. У коміксах Джин Ґрей кілька разів була перед лицем смерті, перший раз в класичній «Сазі про Темного Фенікса», але зважаючи на зв'язок з Силою Фенікса, вона, як і її тезка, повстає з мертвих.
Вона має велике значення для багатьох персонажів усесвіту Marvel, в основному Людей Ікс, включаючи її чоловіка Циклопа, її вчителя та батька Чарльза Ксав'єра, її кохання без відповіді Росомаху, її найкращу подругу й сестру Шторм, а також її генетичних дітей Рейчел Саммерс, Кейбла, Страйфа та Людини-Ікс.
Персонажка була присутня протягом більшої частини історії Людей Ікс, вона була представлена у всіх трьох мультсеріалах про Людей Ікс та декілька відеоігор. Вона є ігровою персонажкою в іграх X-Men Legends (2004), X-Men Legends II: Rise of Apocalypse (2005), Marvel Ultimate Alliance 2 (2009), Marvel vs Capcom 3: Fate of Two Worlds (2011), Marvel Heroes (2013) і Lego Marvel Super Heroes (2013), Marvel Ultimate Alliance 3 (2019) і з'являлася як неігрова персонажка в Marvel: Ultimate Alliance.
Акторка Фамке Янссен грала дорослу Джин Ґрей у фільмах 20th Century Fox «Люди Ікс», а Софі Тернер грала її підлітком та молодою дівчиною. У 2006 році IGN поставив Джин Ґрей на 6-е місце у списку «25 найкращих Людей Ікс за останні сорок років», а у 2011 році IGN поставив її на 13-е місце в списку «100 найкращих героїв коміксів». Її персонажка Темний Фенікс посіла 9-е місце у списку IGN «100 найкращих лиходіїв коміксів усіх часів», що є найвищим показником для жіночого персонажа.

## Оцінки
Джин Ґрей посіла третє місце в списку «100 найсексуальніших жінок у коміксах» за версією Comics Buyer's Guide.

## Колекційні видання

### Мінісерії
| Назва                    | Входять                       | Дата           | ISBN           |
| ------------------------ | ----------------------------- | -------------- | -------------- |
| X-Men: Phoenix – Endsong | X-Men: Phoenix – Endsong #1–5 | 31 травня 2006 | 978-0785119241 |
| X-Men: Phoenix – Warsong | X-Men: Phoenix – Warsong #1–5 | 16 січня 2008  | 978-0785119319 |
| Phoenix Resurrection     | Phoenix Resurrection #1–5     | 1 травня 2018  | 978-1302911638 |

### Перші серії
| Назва                               | Входять         | Дата           | ISBN           |
| ----------------------------------- | --------------- | -------------- | -------------- |
| Jean Grey, Volume 1: Nightmare Fuel | Jean Grey #1–6  | 31 жовтня 2017 | 978-1302908775 |
| Jean Grey, Volume 2: Final Fight    | Jean Grey #7–11 | 24 квітня 2018 | 978-1302908782 |

### Серії про Фенікса та Циклопа
| Назва                                        | Входять | Дата | ISBN           |
| -------------------------------------------- | --- | ---- | -------------- |
| X-Men: The Adventures of Cyclops and Phoenix | The Adventures of Cyclops & Phoenix #1-4 The Further Adventures of Cyclops & Phoenix #1-4 Marvel Valentine Special #1 | 2018 | 978-1302913793 |

### Інші серії
| Назва                        | Входять                                                              | Дата            | ISBN           |
| ---------------------------- | -------------------------------------------------------------------- | --------------- | -------------- |
| X-Men: The Dark Phoenix Saga | X-Men #129–137                                                       | 5 квітня 2006   | 978-0785122135 |
| X-Men: Phoenix Rising        | Avengers #263 Fantastic Four #286 X-Factor #1 Classic X-Men #8 і #43 | 14 вересня 2011 | 978-0785157861 |

## В інших медіа

### Телебачення
- Джин Ґрей (як Диво-дівчина) вперше з'явилась в анімаційному серіалі «Супергерої Marvel» в епізоді «Підводник» з оригінальним складом Людей Ікс (Ангел, Циклоп, Людина-крига, Звір).
- Джин Ґрей з'явилася у «Людина-павук та його дивовижні друзі» у серії, що описує минулі події, «Походження Людини-криги».

### Фільми

#### КВМ
- Після того як Disney придбала Fox і Marvel, вона повернула собі права на Людей Ікс. Голова Marvel Studios Кевін Файгі заявив, що в розробці знаходиться фільм про мутантів, дії якого будуть проходити в кіновсесвіті Marvel[5].